# تپه هفتوان کوچک
تپه هفتوان کوچک مربوط به عصر مس - هزاره اول قبل از میلاد - سدهٔ ۶تا ۸ ه.ق است و در شهرستان سلماس، بخش مرکزی، دهستان زولاچای، روستای هفتوان واقع شده و این اثر در تاریخ ۷ اسفند ۱۳۸۵ با شمارهٔ ثبت ۱۷۷۶۱ به‌عنوان یکی از آثار ملی ایران به ثبت رسیده است.